# حلقه‌های اورانوس

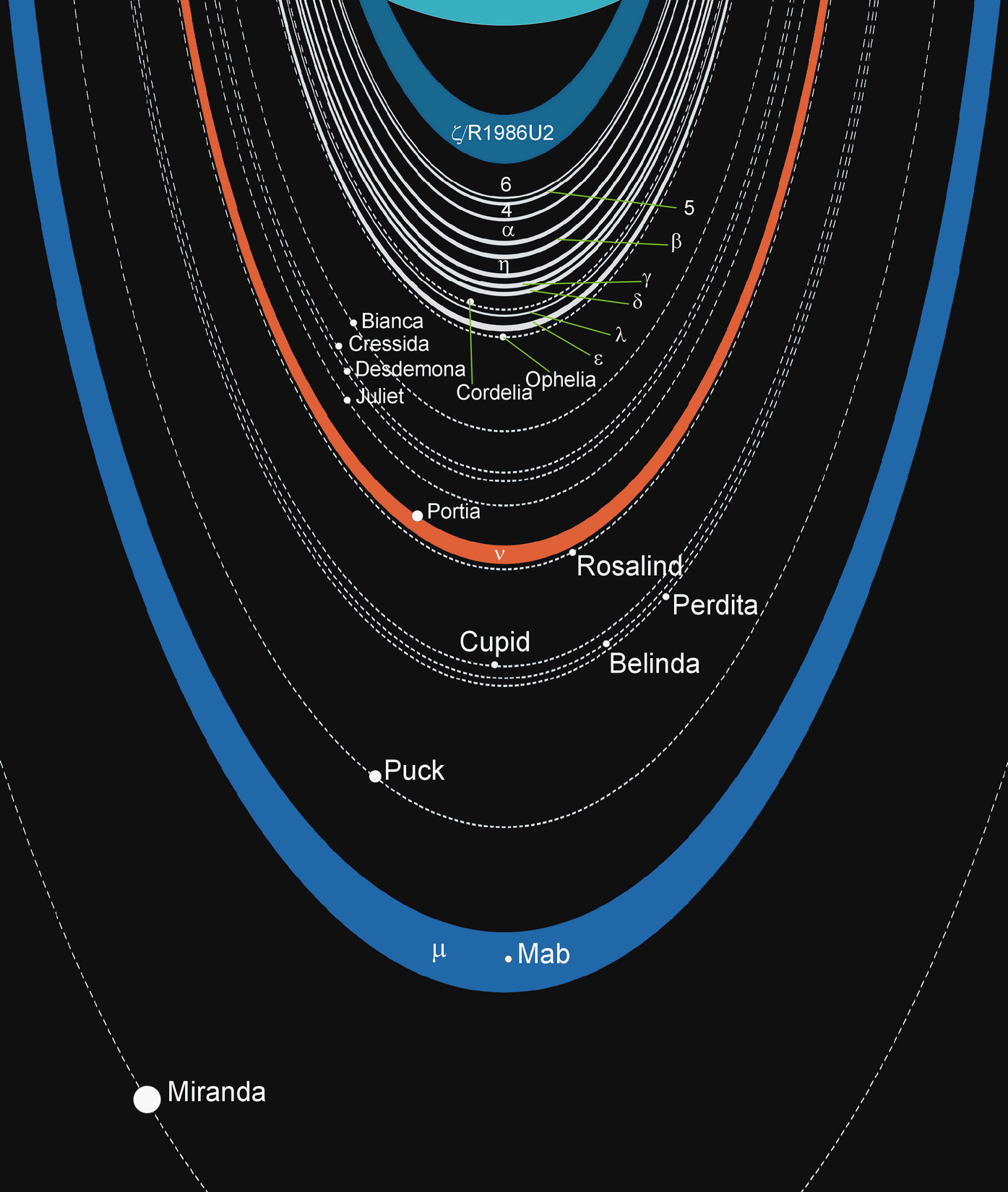
نمودار سامانهٔ حلقه‌ها و ماه‌های اورانوس. خط‌های پیوسته نشان‌دهنده حلقه‌ها هستند و خطوط خط‌چین نشانگر مدار ماه‌ها.

سیاره اورانوس سامانه‌ای از حلقه‌ها دارد که از دیدگاه پیچیدگی از حلقه‌های کیوان (زحل) ساده‌تر و از حلقه‌های هرمز (مشتری) و نپتون پیچیده‌ترند.
حلقه‌های اورانوس در تاریخ ۱۰ مارس ۱۹۷۷ توسط جیمز ال. الیوت، ادوارد دبلیو. دانهام، و داگلاس جی. مینک کشف شد. بیش از دویست سال پیش ویلیام هرشل اعلام کرد که این حلقه‌ها را دیده‌است ولی اخترشناسان امروزی در این گفته شک دارند زیرا این حلقه‌ها بسیار تاریک و کم‌نورند.
در سال ۱۹۸۶ توسط نگاره‌های فضاپیمای ویجر ۲ دو حلقه تازه کشف شد و در سال‌های ۲۰۰۳ تا ۲۰۰۵ در عکس‌های تلسکوپ فضایی هابل دو حلقه بیرونی دیگر نیز دیده‌شد.
تا سال ۲۰۰۸ حلقه‌های اورانوسی شناخته‌شده ۱۳ عدد هستند. به ترتیب فاصله‌شان از سیاره این حلقه‌ها به‌صورت زیر شناسه‌گذاری شده‌اند:
۱۹۸۶U۲R/ζ, ۶, ۵, ۴, α, β, η, γ, δ, λ, ε, ν, μ
شعاع آن‌ها از حدود ۳۸٬۰۰۰ کیلومتر برای حلقه ۱۹۸۶U۲R/ζ تا ۹۸٬۰۰۰ کیلومتر برای حلقه μ متفاوت است.
در میان حلقه‌ها ممکن است نوارهای گرد و غبار یا قوس‌های ناتمامی وجود داشته‌باشند.
حلقه‌های اورانوس بسیار تاریک‌اند. این حلقه‌ها احتمالاً از یخاب و مواد آلی تاریک و پرتودیده تشکیل شده‌است.
شکل حلقه‌ها بیضی‌گون است که احتمالاً زیر تأثیر گرانش ماه‌های همسایه به این شکل درآمده‌اند. مواد این حلقه‌ها نیز احتمالاً از مواد این ماه‌ها سرچشمه گرفته‌است.
برای نمونه ماه ماب (Mab) و حلقه R/۲۰۰۳ U۱ مداری یک‌سان دارند و بنابراین اصابت شهاب‌ها به این ماه باعث انتقال دائمی یخ و آوار از ماب به این حلقه و در نتیجه ادامه وجود حلقه می‌شود.
فاصلهٔ حلقه‌های بین ۶۲٫۰۰۰ و ۷۶٫۰۰۰ کیلومتری چندان به هم نزدیک است که انتظار می‌رود طی چند میلیون سال برخوردها میان این حلقه‌ها به پدید آمدن حلقه‌های تازه بینجامد.
در حلقه‌های اورانوس بر خلاف حلقه‌های زحل و مشتری، غبار و ذرات ریز به فراوانی یافت نمی‌شود. مثلاً در اندازه‌گیری‌های رادیویی از حلقه اپسیلون کشف شد، تکه‌های یخی به اندازه یک توپ پلاستیکی یا بزرگ‌تر، ذرات تشکیل دهنده این حلقه‌اند. به این دلیل که ۸۳ درصد جو اورانوس را هیدروژن تشکیل می‌دهد به نظر می‌رسد این گاز ذرات کوچک و غبار را از حلقه‌ها می‌رباید. دانشمندان معتقداند حلقه‌ها از سیاره جوان تر هستند و این طور بر می‌آید عمر کوتاه تری هم داشته باشند زیرا با گذشت زمان قطعات بزرگ‌تر با هم برخورد می‌کنند و به ذرات ریز و غبار تبدیل می‌شوند؛ چون جو سیاره ذرات ریز و غبار را می‌روبد حلقه‌ها به مرور زمان از بین می‌روند، مگر قمری در آن منطقه از هم پاشیده شود و حلقه‌ها دوباره شکل بگیرند.
پنج حلقه بزرگ و بیش از ۲۰ ماه کوچک اورانوس به نام شخصیت‌های داستانی شکسپیر و سروده‌های الکساندر پوپ نامیده‌شده‌اند.

## ویژگی‌ها
| نام حلقه | شعاع به کیلومتر | پهنا به کیلومتر | عمق برابر (کیلومتر) | عمق عادی نوری | ضخامت (متر) | برون‌مرکزیت | کشیدگی مداری(°) | یادداشت                                                   |
| ζc       | ۳۲ ۰۰۰–۳۷ ۸۵۰   | ۳ ۵۰۰           | ۰٫۶                 | ~ ۱۰−۴        | ?           | ?          | ?               | امتداد رو به داخل حلقهٔ ζ                                  |
| ۱۹۸۶U۲R  | ۳۷ ۰۰۰–۳۹ ۵۰۰   | ۲ ۵۰۰           | ?                   | < ۱۰−۳        | ?           | ?          | ?               | حلقه‌ای کم‌نور و غبارآلود                                   |
| ζ        | ۳۷ ۸۵۰–۴۱ ۳۵۰   | ۳ ۵۰۰           | ۱                   | < ۱۰−۳        | ?           | ?          | ?               |                                                           |
| ۶        | ۴۱ ۸۳۷          | ۱٫۶–۲٫۲         | ۰٫۴۱                | ۰٫۱۸–۰٫۲۵     | ?           | ۱٫۰ × ۱۰−۳ | ۰٫۰۶۲           |                                                           |
| ۵        | ۴۲ ۲۳۴          | ۱٫۹–۴٫۹         | ۰٫۹۱                | ۰٫۱۸–۰٫۴۸     | ?           | ۱٫۹ × ۱۰−۳ | ۰٫۰۵۴           |                                                           |
| ۴        | ۴۲ ۵۷۰          | ۲٫۴–۴٫۴         | ۰٫۷۱                | ۰٫۱۶–۰٫۳۰     | ?           | ۱٫۱ × ۱۰−۳ | ۰٫۰۳۲           |                                                           |
| α        | ۴۴ ۷۱۸          | ۴٫۸–۱۰٫۰        | ۳٫۳۹                | ۰٫۳–۰٫۷       | ?           | ۰٫۸ × ۱۰−۳ | ۰٫۰۱۵           |                                                           |
| β        | ۴۵ ۶۶۱          | ۶٫۱–۱۱٫۴        | ۲٫۱۴                | ۰٫۲۰–۰٫۳۵     | ?           | ۰٫۴ × ۱۰−۳ | ۰٫۰۰۵           |                                                           |
| η        | ۴۷ ۱۷۵          | ۱٫۹–۲٫۷         | ۰٫۴۲                | ۰٫۱۶–۰٫۲۵     | ?           | ۰          | ۰٫۰۰۱           |                                                           |
| ηc       | ۴۷ ۱۷۶          | ۴۰              | ۰٫۸۵                | ۲ × ۱۰−۲      | ?           | ۰          | ۰٫۰۰۱           | عنصر پهناور رو به بیرون حلقهٔ η                            |
| γ        | ۴۷ ۶۲۷          | ۳٫۶–۴٫۷         | ۳٫۳                 | ۰٫۷–۰٫۹       | ۱۵۰?        | ۰٫۱ × ۱۰−۳ | ۰٫۰۰۲           |                                                           |
| δc       | ۴۸ ۳۰۰          | ۱۰–۱۲           | ۰٫۳                 | ۳ × ۱۰−۲      | ?           | ۰          | ۰٫۰۰۱           | عنصر پهناور رو به داخل حلقهٔ δ                             |
| δ        | ۴۸ ۳۰۰          | ۴٫۱–۶٫۱         | ۲٫۲                 | ۰٫۳–۰٫۶       | ?           | ۰          | ۰٫۰۰۱           |                                                           |
| λ        | ۵۰ ۰۲۳          | ۱–۲             | ۰٫۲                 | ۰٫۱–۰٫۲       | ?           | ۰?         | ۰?              | حلقه‌ای کم‌نور و غبارآلود                                   |
| ε        | ۵۱ ۱۴۹          | ۱۹٫۷–۹۶٫۴       | ۴۷                  | ۰٫۵–۲٫۵       | ۱۵۰?        | ۷٫۹ × ۱۰−۳ | ۰               | تحت فرمان کوردلیا و اوفلیا                                |
| ν        | ۶۶ ۱۰۰–۶۹ ۹۰۰   | ۳ ۸۰۰           | ۰٫۰۱۲               | ۵٫۴ × ۱۰−۶    | ?           | ?          | ?               | میان پورتیا و روزالیند، بیشینهٔ روشنایی در ۶۷ ۳۰۰ کیلومتری |
| μ        | ۸۶ ۰۰۰–۱۰۳ ۰۰۰  | ۱۷ ۰۰۰          | ۰٫۱۴                | ۸٫۵ × ۱۰−۶    | ?           | ?          | ?               | در ماه ماب، بیشینهٔ روشنایی در ۹۷ ۷۰۰ کیلومتری             |